# El Viso del Alcor
El Viso del Alcor è un comune spagnolo di 18 351 abitanti situato nella comunità autonoma dell'Andalusia.